# Деве-Баїр – Клечовце – Скоп'є
Деве-Баїр – Клечовце – Скоп'є – трубопровід на північному сході Північної Македонії. Перший газопровід в історії країни.
В 1996 році спорудили відгалуження від болгарського Транзитного газопроводу, що надало можливість для імпорту блакитного палива до Північної Македонії. По македонській території цей ресурс транспортується через трубопровід довжиною 98 км та діаметром 530 мм від прикордонної місцевості Деве-Баїр до столиці країни Скоп’є.
Трубопровід наразі працює із тиском 4 МПа та має пропускну здатність у 800 млн м3 на рік (втім, фактичні обсяги імпорту в 2010-х роках були в кілька разів менші). За необхідності робочий тиск може бути підвищений до 5,4 МПа.
Від газопроводу прокладено кілька відгалужень загальною довжиною 25 км, в тому числі відтинок довжиною 7 км та діаметром 219 мм до міста Куманово.
У 2010-х в Македонії почалось спорудження газопроводів, котрі мають доставляти блакитне паливо на південь (Клечовце – Битола) та захід (Скоп’є – Гостивар) країни, при цьому вони отримуватимуть свій ресурс із лінії Деве-Баїр – Скоп'є.
Великим споживачем доправленого до македонської столиці природного газу є ТЕС Скоп’є.